# RTL Late Night
RTL Late Night was een Nederlands latenightshow die van 26 augustus 2013 tot en met 4 maart 2019 iedere werkdag van 22.30 tot 23.40 uur werd uitgezonden op RTL 4. Het programma werd aanvankelijk gepresenteerd door Humberto Tan. Na vijf seizoenen werd Tan vervangen vanwege tegenvallende kijkcijfers. Hij werd opgevolgd door Twan Huys, die overkwam van Nieuwsuur, maar het  tij niet kon keren. De producent van het programma was Blue Circle.
Ter vervanging van RTL Late Night zond RTL 4 in de zomer van 2019 Zomer met Art met presentator Art Rooijakkers uit. Sinds het televisieseizoen 2019–2020 is het programma opgevolgd door de programma's Beau en Jinek, die elkaar ongeveer om de drie maanden afwisselen. Vanaf 10 januari 2021 presenteert Humberto Tan zelf ook weer op de late avond het programma Humberto. Anders dan RTL Late Night worden Beau, Jinek en Humberto door PilotStudio geproduceerd.

## Geschiedenis

### Ontstaan
In 2005 verhuisde Barend & Van Dorp naar televisiezender Talpa en kwam er op RTL 4 geen vervangend praatprogramma. Nederland 1 begon in 2006 met het praatprogramma Pauw & Witteman, dat op werkdagen tussen 23.00 en 0.00 uur te zien was en een succes werd. Om de concurrentie aan te gaan met Nederland 1 besloot RTL 4 om als proef van augustus tot en met december 2013 RTL Late Night te gaan maken. Als presentator werd Humberto Tan aangesteld. Door het succes ging het programma in januari 2014 verder.

### Humberto Tan (2013–2018)
In het programma werd dagelijks gediscussieerd over actuele nieuwsonderwerpen met bekende en onbekende gasten. Onder anderen Richard Groenendijk, Jan Heemskerk, Michiel Vos, Jan van Hooff, Goedele Liekens, Arjan Postma, Peter R. de Vries, Gerard Ekdom en Jan Jaap van der Wal waren regelmatig te gast. Daarnaast waren er ook regelmatig muzikale optredens van (inter-)nationaal bekende artiesten.
Luuk Ikink was vanaf de start tot de zomer van 2016 de vaste sidekick van Tan. Hij besprak onder andere de meest opvallende nieuwtjes en videos van het internet. Na Ikinks overstap naar RTL Boulevard werd Marieke Elsinga Tans sidekick. Dit deed zij gedurende het seizoen 2016–2017. Vanaf het seizoen 2017–2018 was er geen sidekick meer in het programma. Jan Jaap van der Wal en Martijn Koning zijn vervangende sidekicks geweest, terwijl Peter van der Vorst tot en met 2016 de vaste vervanger van Tan was.
In het najaar van 2014 werd iedere aflevering afgesloten met de nachtgroet van Lange Frans. Vanaf halverwege februari 2015 was enkele weken de cartoon Toos & Henk van Paul Kusters te zien in het programma. Voormalig sidekick Luuk Ikink keerde per 5 mei 2017 terug om eens per maand populaire video's op YouTube aan tafel te bespreken.
Op 8 juni 2018 presenteerde Tan voor het laatst RTL Late Night. Hij is door RTL van het programma gehaald vanwege dalende kijkcijfers. Na de zomer van 2018 keerde het programma terug met Twan Huys als presentator. Het programma heette RTL Late Night met Twan Huys.

#### Zomeredities
In 2014 en 2015 waren er geen uitzendingen van begin juni tot en met eind augustus. In 2016 ging het programma door tot en met eind juli, waarbij in juli Peter van der Vorst de presentatie op zich nam en Jan Jaap van der Wal Ikink als sidekick verving. In juli en augustus 2017 werd het programma onder de naam RTL Summer Night en met presentator Beau van Erven Dorens en sidekick Elsinga uitgezonden. Vanwege deelname aan het programma Expeditie Robinson werd Elsinga tijdelijk vervangen door Martijn Koning. Het tijdstip van het praatprogramma verschoof in de zomer naar 21.30 tot 23.00 uur.

### Twan Huys (2018–2019)
Met de start van RTL Late Night met Twan Huys wilde RTL het programma journalistieker en scherper maken. In de eerste week verschenen onder meer Wesley Sneijder vanwege zijn afscheid als voetballer en Stormy Daniels, de persoon die een verhouding met president Donald Trump heeft gehad. Voormalig BNNVARA presentator Lex Uiting maakt als sidekick video's voor het programma en cabaretier Martijn Kardol brengt wekelijks de rubriek 'Martijn zegt sorry'. Daarnaast was Patty Brard zeven weken lang elke vrijdag als vaste tafeldame te zien.

#### Laatste uitzending
Op 4 maart 2019 maakte RTL bekend per direct te stoppen met het programma wegens tegenvallende kijkcijfers die na de wisseling van presentator aan bleven houden, diezelfde avond werd de laatste aflevering uitgezonden. Daarbij werd tevens duidelijk dat Twan Huys per direct RTL zou verlaten – en dus ook niet in een ander format van het programma, noch een ander RTL-programma betrokken zou zijn.

## Vormgeving
De tune van het programma is geïnspireerd op het nummer She's a Superlady van Luther Vandross.

## Studio
Seizoen 1 werd uitgezonden vanuit het American Hotel in Amsterdam. Sinds seizoen 2 kwam het praatprogramma vanuit het NH Schiller op het Rembrandtplein in Amsterdam. Het programma moest een andere locatie zoeken, omdat het vanwege de toenemende populariteit voor overlast zorgde. Vanaf september 2018 werd het programma opgenomen in De Hallen in Amsterdam.